# Sainte-Gemme, Gers
Sainte-Gemme là một xã của tỉnh Gers, thuộc vùng Occitanie, tây nam nước Pháp.